# Enneapterygius genamaculatus
Enneapterygius genamaculatus és una espècie de peix de la família dels tripterígids i de l'ordre dels perciformes.

## Morfologia
- Els mascles poden assolir 2,3 cm de longitud total.[3][4]

## Hàbitat
És un peix marí de clima tropical.

## Distribució geogràfica
Es troba a l'Índic occidental.